# Elektra (hrušeň)
Elektra (Pyrus communis 'Elektra') je ovocný strom, kultivar druhu hrušeň obecná z čeledi růžovitých. Plody jsou řazeny mezi odrůdy podzimních hrušek, sklízí se v září, dozrává v září, skladovatelné jsou do listopadu.

## Historie

### Původ
Byla vyšlechtěna v SRN, v Pilznitz. Odrůda je křížencem odrůd 'Nordhausenská' a 'Clappova'. Odrůda byla vyselektována ve VŠÚO Holovousy.

## Vlastnosti
Odrůda je cizosprašná, kvete středně pozdně. Vhodnými opylovači jsou odrůdy Amfora, Nela, Clappova.

### Růst
Růst odrůdy je bujný později slabší. Habitus koruny je pyramidální.

## Plodnost
Plodí středně časně, hojně a pravidelně.

## Plod
Plod je hruškovitý, střední až velký. Slupka žlutozeleně zbarvená s červeným líčkem. Dužnina je nažloutlá jemná, se sladce navinulou chutí, aromatická.

## Choroby a škůdci
Odrůda je považována za dostatečně odolnou proti strupovitosti a netrpí namrzáním. Je náchylná k spále růžovitých.

## Použití
Je vhodná k přímé konzumaci.